# Birine El Salam
Der Birine El Salam ist ein Schwerwasserreaktor chinesischer Bauart, der sich rund 250 km südlich von Algier in der Nähe des Ortes Birine befindet. Dort ist auch das Nuclear Research Center of Birine.

## Reaktor in Birine
Der Reaktor hat ca. 15 MW Leistung. Es handelt sich dabei um einen Forschungsreaktor, der im Zusammenhang mit dem Chinesisch-Algerischen Atomvertrag von 1983 geliefert wurde. So wie anderes Nuklearmaterial auch. Betrieben wird der Reaktor mit auf ca. 3 % angereichertem Uran.
Dazu hat Algerien vermutlich 1985 150 Tonnen Uran aus Niger bezogen. Inzwischen wurden auch in der Provinz Timgaouine-Abankor u. a. Uranvorkommen entdeckt.
Mit Hilfe des Reaktors ist es möglich, etwa drei Kilogramm Plutonium pro Jahr zu erzeugen. Ob oder wieweit das geschieht, ist unbekannt.
Unter amerikanischen und spanischem Druck wurde der Reaktor 1992 der IAEA gemeldet. Im Januar 1995 hat Algerien den Atomwaffensperrvertrag unterschrieben (Nuclear Non-Proliferation Treaty).

## Reaktor in Draria (Vorort von Algier)
Neben dem Birine-Reaktor verfügt das Land noch über den 1-MW-Forschungsreaktor NUR. Er befindet sich in einem Vorort von Algier namens Draria an der Ostküste Algeriens. Der Reaktor wurde 1989 von Argentinien erworben. Gebaut wurde er von der Firma INVAP (Investigaciones Aplicadas, Sociedad del Estado). Es handelt sich dabei um einen Forschungsreaktor zur Erzeugung von Radionukliden und anderen Experimenten.
Es wird davon berichtet, dass Spaltmaterial, welches für diesen Reaktor vorgesehen war, zum Birine-Reaktor gelangt ist.